# Gauri Lankesh
Gauri Lankesh, född 29 januari 1962, död 5 september 2017 var en indisk journalist och aktivist från Bangalore, Karnataka. 
Lankesh kritiserade religiöst extrema hinduer och deras nationalistiska politiska parti Hindutva bland annat genom den egna tidningen Gauri Lankesh Patrike. Hon arbetade med frågor som rörde landets kastsystem och segregationen av redan utsatta grupper i Indien.
2017 blev Lankesh mördad utanför sitt hem i Bangalore. 
Lankesh tilldelades Anna Politkovskaya Award postumt 2017.